# Абу Халил ал-Кабани
Абу Халил ал-Кабани (на арабски: أبو خليل القباني) е сирийски композитор, автор на музикално-сценични произведения, както и на произведения за инструментални ансамбли.
Роден е през 1835. Той е автор на така наречената „оперета“ за арабския театър.
Почива през 1902 година.